# Kamen Rider Black
Kamen Rider Black (仮面ライダーBLACK Kamen Raidā Burakku, "Masked Rider Black") là một siêu anh hùng tokusatsu - phim truyền hình dài tập. Đây là phần thứ tám trong các chương trình tokusatsu nổi tiếng của Kamen Rider Series. Đây là sự hợp tác chung giữa Ishimori Productions và Toei, và được phát sóng trên Hệ thống phát thanh Mainichi và Hệ thống phát thanh Tokyo từ ngày 4 tháng 10 năm 1987 đến ngày 9 tháng 10 năm 1988. Với cốt truyện rất kịch tính và sự thay đổi của Kamen Rider có mối quan hệ bi thảm với kẻ thù của mình, phần này không chỉ trở nên rất phổ biến ở Nhật Bản, mà còn ở nhiều quốc gia nơi nó được phát sóng. Bộ này thường được coi là một tác phẩm kinh điển trên truyền hình và được nhiều người coi là chương trình Kamen Rider nổi tiếng nhất vào cuối những năm 1980, cũng như một trong những nổi tiếng nhất trong tất cả các kỵ sĩ Kamen trong Thời kỳ Showa. Bộ truyện cũng nhận được bản chuyển thể Manga. Kamen Rider Black RX là phần tiếp theo trực tiếp của loạt phim này.

## Tóm tắt
Sau khi bị giáo phái Gorgom bắt cóc vào đêm sinh nhật lần thứ 19 của mình, hai anh em Kotaro Minami và Nobuhiko Akizuki đã được đưa đến nơi thực hiện cuộc phẫu thuật cyborg với mục đích trở thành ứng cử viên cho Gorgom Creation King tiếp theo. Cả hai đều được gọi là Century King và được định sẵn là sẽ chiến đấu trong trận chiến cuối cùng - ai chiến thắng sẽ trở thành Creation King tiếp theo. Kotaro đã trốn thoát trước khi bị tẩy não (đó là bước cuối cùng trong cuộc phẫu thuật) với sự giúp đỡ từ người cha nuôi và chiến đấu chống lại Gorgom. Anh sớm phát hiện ra sự thật kinh hoàng từ cha dượng: Gorgom ngay từ đầu đã giết cha mẹ ruột của cả hai. Vì cả Kotaro và Nobuhiko đều được sinh ra vào ngày nhật thực, nên được gọi là "Black Sun" và "Shadow Moon". Kotaro, mang tên Kamen Rider Black, quyết tâm giải cứu người anh em của mình khỏi Gorgom trong khi bảo vệ Nhật Bản. Tuy nhiên sau đó, Nobuhiko nổi lên với tư cách là Shadow Moon để chiến đấu với Kotaro và người sống sót sẽ trở thành Creation King tiếp theo.

## Nhân vật

### Riders
| Kamen Rider Black | Kotaro Minami |

Kotaro Minami / Kamen Rider Black (南 光太郎／仮面ライダーBLACK Minami Kōtarō / Kamen Raidā Burakku, 1-22, Kamen Rider Black: Hurry to Onigashima, 23-38, Kamen Rider Black: Terrifying! The Phantom House of Devil Pass & 39-51) : Nhân vật chính của phim. Anh được sinh ra vào ngày nhật thực, cùng với người anh em Nobuhiko Akizuki, trong cùng một bệnh viện. Gorgom nhận thấy điều này và cả hai anh em đều được trao quyền thừa kế cho thủ lĩnh của chúng, ngai vàng của Creation King. Sau khi cha mẹ của Kotaro qua đời (khi Kotaro khoảng 3 tuổi) do một tai nạn không rõ ràng, Giáo sư Akizuki sau đó nhận nuôi anh bên cạnh Nobuhiko như thể họ là anh em. Vào đêm sinh nhật lần thứ 19 của họ, họ đã bị Gorgom bắt giữ và được biến đổi thành cyborg và truyền cho King Stones. Kotaro nhận được "Stone of the Sun" để trở thành Century King Black Sun (世紀王ブラックサン Seiki Ō Burakku San). Tuy nhiên, trước khi bước tẩy não cuối cùng được thực hiện, Soichiro Akizuki đã làm gián đoạn và giúp anh có cơ hội trốn thoát. Bị truy đuổi bởi Gorgom sau khi trốn thoát, Kotaro phát hiện ra khả năng mới của mình là biến thành một chiến binh châu chấu cùng với sức mạnh và khả năng siêu phàm, là kết quả cuộc phẫu thuật của chúng. Sau khi nhận được thư của Soichiro, Kotaro bí mật gặp gỡ người cha nuôi của mình và biết được sự thật về thời thơ ấu của mình. Soichiro tiết lộ với anh rằng ông đã đồng ý tham gia Gorgom để nhận tài trợ cho nghiên cứu khảo cổ của mình đổi lấy việc Kotaro và Nobuhiko được phẫu thuật trong sinh nhật thứ 19 của họ. Khi cha của Kotaro từ chối tham gia tổ chức, Gorgom đã ám sát ông và mẹ của anh. Sau khi giáo sư Akizuki bị giết bởi năm Spider Mutants của Gorgom, Kotaro biến hình một lần nữa và lấy danh hiệu "Kamen Rider Black". Sau đó, anh thề sẽ báo thù Gorgom và tìm cách giải cứu Nobuhiko khỏi nanh vuốt của chúng. Anh cũng chính là nhân vật chính trong serie tiếp theo, Kamen Rider Black RX.
Khi bắt gặp quái vật Gorgom, anh intones: Henshin! (変身！ Henshin!)

### Đồng minh
- Kyoko Akizuki (秋月 杏子 Akizuki Kyōko?, 1-22, Kamen Rider Black: Hurry to Onigashima, 23-38, Kamen Rider Black: Terrifying! The Phantom House of Devil Pass, 39-50) : là em gái của Nobuhiko, được các High Priests nhắm đến nhiều lần vì sinh lực của cô có thể đánh thức Shadow Moon. Lúc đầu, cô coi Kotaro như anh trai nên gọi anh là "Onii-chan" nhưng sau đó cô có tình cảm với Kotaro nên thay đổi cách gọi là "Kotaro-san". Ban đầu, cô không biết Kotaro là Black cho đến khi cô bị Bilgenia bắt cóc và được anh cứu. Khi Nobuhiko nổi lên với tư cách là Shadow Moon, cô và Katsumi rất sợ sự xuất hiện mới của anh khi cô háo hức từ chối lời đề nghị tham gia cùng anh trong việc tạo ra một thế giới mới không có bạo lực. Sau thất bại của Black dưới tay Shadow Moon nhờ sự trợ giúp của Creation King, cô và Katsumi rời Nhật Bản trong sự thất vọng để bắt đầu một cuộc sống mới ở nước ngoài. Nhưng sau khi biết sự hồi sinh của Black, cô muốn quay trở lại Nhật Bản gặp lại Kotaro, Katsumi nói với cô rằng hai người chỉ gây cản trở cho cuộc chiến quyết định giữa Kotaro và Nobuhiko.
- Katsumi Kida (紀田 克美 Kida Katsumi?, 1, 3-22, Kamen Rider Black: Hurry to Onigashima, 23-38, Kamen Rider Black: Terrifying! The Phantom House of Devil Pass, 39-50) : là bạn gái của Nobuhiko, giống như Kyoko, cô không biết Kotaro là Black cho đến khi Kyoko nói với cô sự thật về Kotaro. Khi Nobuhiko nổi lên như Shadow Moon, cô cũng cảm thấy sợ hãi về diện mạo mới của anh. Cô hỗ trợ Kotaro khá nhiều lần để thuyết phục Shadow Moon nhớ về khía cạnh con người của anh ta. Sau thất bại của Black dưới tay Shadow Moon nhờ sự trợ giúp của Creation King, cô cùng Kyoko rời Nhật Bản để bắt đầu một cuộc sống mới ở nước ngoài. Khi Kyoko muốn quay trở lại Nhật Bản gặp Kotaro, cô nói với Kyoko rằng hai người chỉ gây cản trở cho cuộc chiến quyết định giữa Kotaro và Nobuhiko.
- Ryusuke Taki (滝 竜介 Taki Ryūsuke?, 16 & 30) : là một đặc vụ Interpol từ Mỹ. Một cựu cầu thủ bóng đá chuyên nghiệp đến từ khoa Khoa học của Đại học Tosei và cũng là học sinh năm cuối trong câu lạc bộ bóng đá của Nobuhiko, anh ấy đã cứu được BLACK từ cơn khủng hoảng với chuyên môn "Ryu Shoot" khi còn tham gia câu lạc bộ bóng đá. Anh hỗ trợ Kamen Rider Black hai lần trong việc đánh bại Gorgom khi xuất hiện trong tập 16 và 30. Một nhân vật tỏ lòng kính trọng với đặc vụ FBI Kazuya Taki, người đã xuất hiện trong Kamen Rider.
- Gorgom Boys Squad (ゴルゴム少年隊 Gorugomu Shōnen Tai?) : Một nhóm những đứa trẻ xuất hiện hai lần trong loạt phim để hỗ trợ Kamen Rider Black đánh bại Gorgom. Họ thực sự già hơn nhiều so với vẻ ngoài vì Gorgom đã thực hiện một số thay đổi để ngăn họ phát triển. Họ đã xoay xở để nổi dậy và trốn thoát khỏi Gorgom, nơi sau đó họ gia nhập lực lượng với Kamen Rider Black.
- Masaru Todo (藤堂 勝 Tōdō Masaru?, 2 & 10) : là sinh viên năm cuối của trường đại học mà Kotaro Minami theo học và là chủ sở hữu của quán cà phê thể thao và cửa hàng Capitola. Trong lần xuất hiện đầu tiên của mình, Kotaro và Kyoko đến gặp anh về việc chuyển đến Capitola khi thấy rõ rằng Gorgom đang nhắm vào cả hai người họ. Todo ngay lập tức chào đón họ, đưa chìa khóa và lao ra khỏi cửa hướng tới "Ước mơ" trở thành người của biển. Anh để Capitola cho Kyoko điều hành. Anh trở lại sau đó trong Tập 10, thừa nhận giấc mơ của anh tự phát như thế nào, trước khi chứng kiến một vụ tai nạn giao thông do Gorgom gây ra. Sau đó, anh giúp Kohtaro xâm nhập vào để tìm hiểu âm mưu trong vụ tai nạn giao thông. Số phận cuối cùng của Todo vẫn chưa được giải quyết. Người ta cho rằng anh rời khỏi Nhật Bản cùng Kyoko và Katsumi nhưng không bao giờ được nghe lại.
- Soichiro Akizuki (秋月 総一郎 Akizuki Sōichirō?, 1-2) : là một nhà khảo cổ học và là bạn của cha đẻ Kotaro Minami. Soichiro đã tham gia Gorgom để chúng hỗ trợ tài chính cho các dự án khảo cổ của mình đổi lấy việc Kotaro và Nobuhiko bị phẫu thuật để biến đổi thành cyborg trong ngày sinh nhật thứ 19 của họ. Anh ta bị ám sát bởi 5 Spider Mutants (クモ怪人 Kumo Kaijin?, 1 & 42) theo lệnh của Gorgom vì đã không tuân theo mệnh lệnh của chúng và giúp Kotaro trốn thoát khi ông nhận ra rằng chúng là một tổ chức của quỷ dữ.
- Yoichi Daimon (大門 洋一 Daimon Yōichi?, 12) : là một nhà khoa học được Gorgom tuyển dụng để tạo ra Road Sector trước khi 3 High Priests ra lệnh sản xuất hàng loạt cho kế hoạch chinh phục thế giới của chúng. Tin chắc rằng chiếc xe không nên sử dụng cho mục đích xấu, ông đã giấu nó ở nơi an toàn. Khi Gorgom phát hiện ra, chúng đã phái Bat Mutant (コウモリ怪人 Kōmori Kaijin?, 1-22, Kamen Rider Black: Hurry to Onigashima & 23-49) giết ông và Hotaru, vợ của con trai ông Akira Daimon. Akira trốn trong núi và huấn luyện cho con trai Teruichi Daimon cách lái xe máy để làm chủ Road Sector. Akira đã chuyển quyền sở hữu Road Sector cho Black để sử dụng cho mục đích tốt đẹp của nhân loại sau khi anh ta đánh bại Longhorn Beetle Mutant (カミキリ怪人 Kamikiri Kaijin?, 11 & 12) và cứu Teruichi khỏi High Priest Baraom và Bat Mutant.
- Whale Mutant (クジラ怪人 Kujira Kaijin?, 46 & 48-50) : Whale Mutant tình cờ nghe thấy Baraom và Darom nói về sự gia tăng quyền lực của Gorgom có thể gây ô nhiễm đại dương. Khi Whale Mutant đang nhìn ra biển, Baraom đã tuyển anh ta cho âm mưu đánh bại Kamen Rider BLACK. Kotaro bắt gặp Whale Mutant đuổi theo trẻ em và cố gắng giữ nó lại trong khi bọn trẻ chạy đến nơi an toàn. Sau đó, Kotaro biến thành Kamen Rider BLACK và chiến đấu với Whale Mutant. Khi họ đang chiến đấu, Bat Mutant báo cáo với Darom rằng Whale Mutant sẽ làm phản. Kamen Rider BLACK tiếp tục chiến đấu với Whale Mutant khi Baraom tấn công lúc Whale Mutant bắn bọt dính vào Kamen Rider BLACK làm anh bất động để chuẩn bị cho việc lấy Kingstone của BLACK. Khi biết rằng Whale Mutant sẽ quay lại chống lại Gorgom, Baraom đã đâm anh ta bằng vũ khí ngà của mình và tiến hành đẩy con quái vật này sang một bên để giết Kamen Rider BLACK. Whale Mutant xoay chuyển tình thế và đánh Baraom bằng bọt dính. Whale Mutant trở thành đồng minh của Kamen Rider BLACK sau khi nói với Kamen Rider BLACK rằng Gorgom sẽ làm ô nhiễm đại dương. Sau đó, Kotaro hướng dẫn Whale Mutant quay về đại dương nơi anh ta tiến hành hồi phục.
- Masato Minami (南 正人 Minami Masato?, 1) : là cha của Kotaro và bạn đồng môn của Soichiro. Khi Kotaro ba tuổi, ông từ chối trở thành thành viên của Gorgom, trong khi Soichiro đồng ý tham gia để chúng hỗ trợ tài chính cho các dự án khảo cổ của hai người. Vì điều này ông đã chết trong một vụ tai nạn máy bay do Gorgom tổ chức để tiện cho việc phẫu thuật biến đổi Kotaro và Nobuhiko thành cyborg Century King.
- Tomoko Minami (南 友子 Minami Tomoko?, 1) : là vợ của Masato và mẹ của Kotaro. Khi Kotaro ba tuổi, bà chết trong một vụ tai nạn máy bay cùng chồng. Bà cùng với vợ của Soichiro đã sinh ra Kotaro và Nobuhiko cùng trong ngày nhật thực và cùng giờ. Đó là lí do hai đứa trẻ được Gorgom nhắm đến để biến họ trở thành Century King. Sau vụ tai nạn, con trai bà được Soichiro nhận nuôi và trở thành anh em với Nobuhiko.

## Gorgom
Gorgom (ゴルゴム Gorugomu) là một giáo phái bí ẩn và nhóm tội phạm được cai trị bởi Creation King bí ẩn trong nhiều năm. Tổ chức này nổi tiếng với các hoạt động khủng bố dưới danh nghĩa thống trị thế giới và ưu thế chủng tộc so với nhân loại. Như với hầu hết các chương trình tokusatsu, nhóm tội phạm hư cấu này chủ yếu có trụ sở tại Nhật Bản. Thành viên của Gorgom bao gồm cả con người và quái vật. Kẻ thù đáng gờm duy nhất của họ dường như là Kamen Rider BLACK, một sáng tạo thất bại. Theo truyền thống Gorgom, một vị vua mới phải được chọn sau mỗi năm mươi thiên niên kỷ. Quá trình tuyển chọn liên quan đến việc tìm kiếm một số ứng cử viên xứng đáng sẽ biến thành mutants được coi là "Century Kings" (世紀王 Seiki Ō), bị kết án để tranh giành vương miện với người sống sót sẽ trở thành Creation King mới.
| Shadow Moon           | Nobuhiko Akizuki                |
| Previous Century King | Creation King                   |
| Previous Century King | The Competitor of Creation King |

### Vua sáng tạo
Creation King (創世王 Sōsei Ō) : là người lãnh đạo của Gorgom và không được nhìn thấy trong phần lớn thời gian của bộ phim. Hắn được mô tả là sinh vật mạnh nhất đã sống trong 50.000 năm qua. Khuôn mặt thật của Vua sáng tạo là một trái tim nổi khổng lồ lần đầu tiên được nhìn thấy trong tập 50. Nó liên lạc với các Priests và hai Century Kings thông qua thần giao cách cảm. Nó cũng có sức mạnh khủng khiếp có thể phá hủy toàn bộ vũ trụ. Với cơ thể ban đầu bị phá hủy, trái tim hắn là cơ quan duy nhất còn sót lại. Cứ sau 50.000 năm, Vua sáng tạo hiện tại lại chết. Khi thời điểm này đến gần, hai vị vua thế kỷ được chọn, cuối cùng chiến đấu với nhau, người chiến thắng nhận King Stones (và quyết định mạng sống của kẻ thua cuộc, nếu không phải trong trận chiến sau đó để giành lấy việc khai thác King Stone) và trở thành Vua sáng tạo mới trong khi vượt qua Vua sáng tạo trước đó để nắm quyền cai trị Gorgom trong 50.000 năm tiếp theo. Chính vì điều này mà Kotaro Minami và Nobuhiko Akizuki đã được chọn.

### Gorgom general
- Nobuhiko Akizuki / Shadow Moon (秋月 信彦／シャドームーン Akizuki Nobuhiko / Shadō Mūn?, 1-3, 12, 17, 34-38, Kamen Rider Black: Terrifying! The Phantom House of Devil Pass & 39-51) : là người anh em và là bạn thân nhất của Kotaro Minami, cả hai cùng được sinh ra trong ngày nhật thực. Mặc dù cha nuôi của họ đã cố gắng hết sức để cứu cả hai khỏi Gorgom, nhưng chỉ có Kotaro trốn thoát thành công. Thay vào đó, Nobuhiko bị thương nặng trong quá trình trốn thoát và rơi vào tình trạng hôn mê sâu. Sau đó, ba high priests của Gorgom đã sử dụng sức mạnh tổng hợp của họ để cưỡng chế Nobuhiko khỏi hôn mê, với cái giá là giữ lại hình dạng người. Nobuhiko, có tâm trí thay đổi cùng với cơ thể mới, giờ là Shadow Moon. Giống như Kamen Rider Black, Bóng Trăng sử dụng King Stone để biến hình và được trang bị Satan Saber, một thanh kiếm được chế tạo đặc biệt để được sử dụng bởi các Century Kings. Nobuhiko nhận được "Stone of the Moon" để trở thành Century King Shadow Moon (世紀王シャドームーン Seiki Ō Shadō Mūn?). Hai Century King cuối cùng đã chiến đấu với nhau, cả hai dường như tương xứng về sức mạnh. Trong khi Kotaro không sẵn sàng chiến đấu, anh đã chứng tỏ mình là chiến binh đáng gờm hơn và dần dần giành được lợi thế. Nhận thấy điều này, Creation King đã can thiệp vào trận chiến, khiến cho Kamen Rider Black bị đánh bại. Rất vui vì Shadow Moon đã giành chiến thắng, Vua sáng tạo ra lệnh cho anh lấy King Stone của Black. Ngay khi Shadow Moon vừa chạm tay vào nó, Kotaro đột nhiên trở lại hình dạng con người. Bị sốc bởi điều này, Shadow Moon trở nên do dự. Ngay cả với sự thúc giục của High Priest Darom và Creation King, nhân tính còn sót lại trong Nobuhiko đã ngăn cản anh có được cả hai viên King Stones, thay vào đó anh rút lui. Có trận tái đấu với Kotaro được hồi sinh, Shadow Moon đã bị Black áp đảo. Bị đánh bại, Shadow Moon đã nói với Kotaro một cách tiếc nuối khi anh đã giết Nobuhiko bằng cách giành chiến thắng trong cuộc đấu tay đôi. Không muốn mất người bạn thân nhất của mình, Kotaro nói với Shadow Moon hãy sống sót trong khi anh chiến đấu với Vua sáng tạo. Giữa chừng trong trận chiến của Kotaro với Vua sáng tạo, anh gọi Satan Saber, nhận ra rằng đó là vũ khí duy nhất Kotaro có thể sử dụng để giành chiến thắng. Satan Saber nhận thấy lời kêu gọi của Shadow Moon và cả Kotaro. Trong những gì dường như là hành động cuối cùng của anh với tư cách là Nobuhiko, Shadow Moon đã nêu tên đầy đủ của Kotaro và giải phóng sự hiểu biết của anh về Satan Saber, cho phép nó bay về phía Kotaro. Với việc Kotaro sử dụng Satan Saber để đánh bại Vua sáng tạo, căn cứ của Gorgom bắt đầu tự hủy, Shadow Moon vẫn bị mắc kẹt bên trong. 6 tháng sau, anh trở lại một cách bí ẩn để tìm cách trả thù người anh em của mình khi xuất hiện lần đầu trong đoạn cuối của Kamen Rider Black RX tập 21 với tiếng bước chân quen thuộc để debut cho sự xuất hiện chính thức trong tập 22. Lần này, anh sử dụng hai Shadow Saber, tương tự như Satan Saber ban đầu, có được từ Kingstone của mình. Cuối cùng trong tập 27 anh đã bị đánh bại bởi RX khi Kotaro dùng Revolcane đâm xuyên qua Kingstone của Shadow Moon. Thừa nhận thất bại, Shadow Moon nói với Kotaro về kế hoạch của Crisis Empire và tiếp tục sử dụng sức lực còn lại của mình để cứu hai đứa trẻ đang bị bắt làm con tin. Bất ngờ trước hành động của Shadow Moon, Kotaro bất ngờ nhìn thấy hình ảnh của Nobuhiko từ anh ta. Tin tưởng rằng Shadow Moon sẽ cứu những đứa trẻ, Kotaro sau đó tiến hành ngăn chặn Matbot tràn ngập thành phố bằng magma, trước khi quay trở lại vị trí của Shadow Moon. Ở đó, anh thấy hai đứa trẻ bày tỏ sự quan tâm đến vị cứu tinh của họ, người đang ở trên mặt đất nằm trên trên một luống hoa. Đảm bảo với cả hai rằng Shadow Moon chỉ đang ngủ vì kiệt sức, Kotaro giám sát họ trở về với cha mình, trước khi quay lại chú ý đến Shadow Moon. Nhớ lại những hành động cuối cùng của Shadow Moon và lòng tốt của Nobuhiko, Kotaro đặt câu hỏi liệu hình ảnh mà anh nhìn thấy có phải chỉ là ảo ảnh hay không. Bị thuyết phục bằng cách khác, Kotaro quyết định rằng cuối cùng người bạn thân nhất của anh đã thực sự lấy lại được nhân tính của mình, vượt qua sự tha hóa của Gorgom. Mang thi thể của Nobuhiko, Kotaro sau đó thề sẽ không để cái chết của anh trở nên vô ích, càng quyết tâm đánh bại Đế chế khủng hoảng. Đáng chú ý, Nobuhiko được cho là đã trở lại hình dạng con người sau khi chết, cho thấy việc anh được giải thoát khỏi Shadow Moon.
- Darom / High Priest Daromu (ダロム／大神官ダロム Daromu / Daishinkan Daromu?, 1-22, Kamen Rider Black: Hurry to Onigashima, 23-38, Kamen Rider Black: Terrifying! The Phantom House of Devil Pass & 39-49) : là người lãnh đạo của các High Priests. Ông có khuôn mặt nhợt nhạt, trắng trẻo. Ông có thể thao túng người khác bằng cách chỉ vào họ. Sau khi mất đi sức mạnh của "Stone of Heaven" bên trong mình, ông trở thành Grand Mutant Darom (大怪人ダロム Daikaijin Daromu?), một sinh vật giống như một con bọ ba thuỳ. Ở hình dạng này, Linh mục tối cao Darom có thể phóng tia laser ra khỏi ngón tay và sử dụng cảm giác của mình như dây thừng. Sau cái chết của Baraom và Bishium, Darom đã tấn công các ex-Shonen Warriors cho đến khi Kotaro đến và biến thành Kamen Rider BLACK, và chiến đấu với Darom cho đến khi Shadow Moon đến. Sau khi Shadow Moon đánh bại Kamen Rider BLACK, Darom bị cử đi cùng với Bat Mutant đi tìm xác của Kamen Rider BLACK. Darom tìm thấy hang động của Whale Mutant và phát hiện ra rằng anh đã được hồi sinh nhờ nghi lễ hồi sinh được thực hiện bởi bộ lạc của Whale Mutant. Darom và Bat Mutant cùng một số tín đồ Gorgom bắt Whale Mutant làm mồi nhử Kamen Rider BLACK. Sau khi Kamen Rider BLACK ném mình trước Whale Mutant, anh sau đó sử dụng King Stone Flash để làm chệch hướng cuộc tấn công của Darom trước khi giết ông bằng cú Rider Kick.
- Baraom / High Priest Baraomu (バラオム／大神官バラオム Baraomu / Daishinkan Baraomu?, 1-22, Kamen Rider Black: Hurry to Onigashima, 23-38, Kamen Rider Black: Terrifying! The Phantom House of Devil Pass & 39-46) : là một trong những High Priest có khuôn mặt xanh như viên đá của ông. Ông có thể phóng tia laser chết người từ bàn tay robot của mình. Ông thường chịu trách nhiệm triển khai Mutants của Gorgom. Sau khi mất đi sức mạnh từ "Stone of Ocean" bên trong mình, ông trở thành Grand Mutant Baraom (大怪人バラオム Daikaijin Baraomu?), một sinh vật giống mèo đen với răng là ngà voi. Ở hình dạng này, Linh mục tối cao Baraom vẫn có sức mạnh chùm tia laser của mình. Ông cũng có thể sử dụng ngà làm vũ khí. Sau sự hủy diệt của Bishium, Baraom đã luyện tập để trả thù cho bà và thậm chí còn nhờ Whale Mutant giúp ông. Baraom bắt đầu sử dụng siêu tốc độ của mình để áp đảo Kamen Rider BLACK. Khi nói đến việc làm Kamen Rider BLACK bất động, Baraom đã sử dụng vũ khí hình ngà của mình để đâm Whale Mutant chỉ vì Whale Mutant trở mặt với Baraom. Trước khi chịu thua bởi cú Rider Kick, Baraom đề cập rằng Shadow Moon sẽ kết liễu ông.
- Bishium / High Priestess Bishumu (ビシュム／大神官ビシュム Bishumu / Daishinkan Bishumu?, 1-22, Kamen Rider Black: Hurry to Onigashima, 23-38, Kamen Rider Black: Terrifying! The Phantom House of Devil Pass & 39-45): là nữ High Priest đơn độc duy nhất. Bà có thể phóng tia laser từ mắt. Sau khi mất đi sức mạnh từ "Stone of Earth" trong mình để hồi sinh Shadow Moon, Bishium được tái sinh thành Grand Mutant Bishium (大怪人ビシュム Daikaijin Bishumu?), một sinh vật giống rhamphorhynchus lông trắng. Ở hình dạng này, Linh mục tối cao Bishium vẫn có sức mạnh thường thấy và có thể xoay quanh để tạo ra các cặp song sinh. Bishium trở nên quá tự tin vào bản thân và thậm chí cố gắng thuyết phục Shadow Moon rằng kế hoạch của bà cuối cùng có thể đánh bại Kamen Rider Black, bỏ qua lời khuyên từ các đồng minh tốt của mình, Darom và Baraom. Khi đến cuộc đối đầu cuối cùng với Black, bà đã cố gắng lấy King Stone từ Kotaro bằng cách kiểm soát các bà mẹ và bắt giữ Kyoko. Trong cuộc xung đột, Bishium giữ Black để Shadow Moon có thể bắn ra một chùm tia sẽ lấy ra King Stone của Kotaro. Nó đã thất bại khi Bishium bị phá hủy bởi chùm tia đó.
- Bilgenia / Sword Master Birugenia (ビルゲニア／剣聖ビルゲニア Birugenia / Kensei Birugenia?, 18-22, Kamen Rider Black: Hurry to Onigashima, 23 & 25-35) : là chiến binh của Gorgom được sinh ra 30.000 năm trước vào một ngày nhật thực, giống như Kotaro & Nobuhiko. Tuy nhiên, Kiếm sư Birugenia không nhận được một viên Kingstone nào vì Creation King không ủng hộ ông và do đó ông không thể trở thành Vua sáng tạo tiếp theo. Điều này khiến ông giận dữ cố gắng nổi dậy chống lại Creation King và kết quả là Vua sáng tạo phong ấn ông trong một quan tài. Vua sáng tạo đã ra lệnh cho ba High Priests giải phóng Birugenia sau khi họ liên tục thất bại trong việc lấy lại Kingstone từ Kotaro. Bạch Dương vừa là nỗi đau cho Kamen Rider Black cũng như Gorgom. Bilgenia luôn muốn trở thành người giết Kamen Rider Black, do đó liên tục can thiệp vào kế hoạch của các High Priests. Trong tập 22, Bilgenia trở lại hình dạng khuôn mặt trắng trẻo từ 30.000 năm trước, khiến ông trở nên mạnh mẽ và kiêu ngạo hơn. Trong tập 25, ông bắt học trò của Yoichi Daimon, Egami, tạo ra Hellshooter: vật tương đương với Road Sector. Ông đã sử dụng nó để thách đấu Kamen Rider Black và Road Sector nhưng cuối cùng Hellshooter bị phá hủy. Trong nỗ lực mới nhất của Gorgom để sử dụng sự sống của Kyoko để đánh thức Shadow Moon, Bilgenia đã đánh cắp Satan Saber và tấn công các Linh mục tối cao trước khi chạy trốn cùng Kyoko và đi theo Black để tự mình lấy King Stone. Tuy nhiên, Kotaro và Kyoko tìm cách trốn khỏi Bilgenia khi ông quyết định tấn công thành phố để kích động Kotaro bằng cách sử dụng Satan Cross của mình để gây ra tình trạng hỗn loạn với một nhóm thanh niên. Đến hiện trường, Black chiến đấu với Bilgenia cho đến khi Shadow Moon cuối cùng cũng tỉnh dậy và đòi lại Satan Saber, buộc Bilgenia phải rút lui khi ảnh hưởng của ông mất đi. Trở về đền thờ Gorgom, Bilgenia chiến đấu với Shadow Moon, người đã tước vũ khí và giết chết anh ta.

#### Handmaiden Mutants
- Mara (マーラ Māra?, 38) : là một mutant hầu gái có màu bạc được tạo bởi Shadow Moon và có cấp bậc cao hơn ba High Priests. Cô đã chết cùng với Kara trong sự sụp đổ căn cứ của Gorgom.
- Kara (カーラ Kāra?, 38) : là một mutant hầu gái có màu vàng kim được tạo bởi Shadow Moon và có cấp bậc cao hơn ba High Priests. Cô đã chết cùng với Mara trong sự sụp đổ căn cứ của Gorgom.

#### Humans
Current Human Members
- Ryuzaburo Sakata (坂田 龍三郎 Sakata Ryūzaburō?, 2-3, 6, 8 & 38) : là một chính trị gia đã sử dụng các mối quan hệ chính trị và phi chính trị của mình để thực hiện các nhiệm vụ của Gorgom mà không bị phát hiện, chẳng hạn như bắt cóc hoặc ám sát. Ông chịu trách nhiệm lãnh đạo một đảng chính trị ủng hộ Gorgom được gọi là Đảng EP với Koichi Omiya. Sau sự hủy diệt của Gorgom, số phận của Sakata vẫn chưa được biết.
- Koichi Omiya (大宮 幸一 Ōmiya Kōichi?, 2-3 & 7) : là người đứng đầu Omiya Konzern. Ông đã sử dụng các kết nối kinh doanh của mình trong tài chính cho các hoạt động tội phạm và khủng bố của Gorgom. Omiya là một trong những nhà lãnh đạo của Đảng EP với Ryuzaburo Sakata. Tình trạng hiện tại của ông là không rõ sau sự hủy diệt của Gorgom.
- Hideomi Kuromatsu / giáo sư Kuromatsu (黒松 英臣／黒松博士 Kuromatsu Hideomi / Kuromatsu Hakase?, 2-4, 10, 14 & 19) : là một nhà khoa học, ứng cử viên cho giải Nobel Hòa bình và là giáo sư Đại học Y khoa Seiwa. Ông là nhà khoa học trưởng của Gorgom trong việc biến con người (dù muốn hay không) thành nhiều mutant khác nhau. Kuromatsu cũng có bàn tay có thể hoán đổi cho phép ông thử nghiệm trên những con người đã nói. Kuromatsu sử dụng công việc tại Đại học Tōto của mình như một nơi ẩn náu cho các dị nhân của Gorgom và làm phòng thí nghiệm để thực hiện chuyển đổi cho con người và cho các thí nghiệm liên quan đến Mutant. Ông sau đó đã bị giết ngoài màn hình vì không thể loại bỏ Black và Bilgenia trong một thời gian ngắn giả định sự xuất hiện của ông.

Former Human Members
- Yukari Tsukikage (月影 ゆかり Tsukikage Yukari?, 2) : là một trong những nữ diễn viên nổi tiếng nhất của Nhật Bản, một trong những người đứng về phía Gorgom. Khi Kotaro gọi điện và muốn tìm hiểu hiểu thông tin về Gorgom từ cô, cô đã bị Leopard Mutant (ヒョウ怪人 Hyō Kaijin?, 2) ám sát vì vô tình đề cập rằng Kotaro và Nobuhiko sắp trở thành Century Kings trong bữa tiệc sinh nhật lần thứ 19 của họ.
- Giáo sư Takuya Ishida (石田 タクヤ 博士 Ishida Takuya Hakase?, 6) : Người đứng đầu Viện nghiên cứu Siêu tâm lý học Ishida. Ông đã biến một số nghệ sĩ bị bắt cóc thành nhà ngoại cảm và gửi họ vào các tập đoàn khác nhau để tiến hành phá hoại kinh tế. Sau khi Eagle Mutant (オオワシ怪人 Ōwashi Kaijin?, 6) bị tiêu diệt, người ta cho rằng anh ta đã bị cảnh sát bắt giữ vì vai trò của mình trong các vụ bắt cóc.
- Shigeru Sugiyama (杉山 茂 Sugiyama Shigeru?, 10) : Được cho là cựu quân nhân của JGSDF - Japan Ground Self-Defense Force, anh sử dụng khóa huấn luyện của mình để nâng cao Gorgom Destruction Team như một lực lượng đặc nhiệm cho Gorgom trước khi Kotaro buộc anh phải tỉnh táo ngay sau khi Lizard Mutant (トカゲ怪人 Tokage Kaijin?, 10) bị tiêu diệt.
- Giáo sư Takayama (高山 教授 Takayama kyōju?, 24) : là giáo sư Đại học Tosei. Anh đang nghiên cứu về loài cá và bị ám ảnh bởi thuyết Tondemo-bon, tin rằng Coelacanth là một dạng sống thông minh cao hơn tồn tại trước loài người. Anh đã tham gia vào quá trình biến đổi con người và biến chính mình trở thành Coelacanth Mutant (シーラカンス怪人 Shīrakansu Kaijin?, 24) để chứng minh lòng tin của mình là đúng. Cuối cùng trong hình dạng quái vật anh bị tiêu diệt bởi cú Rider Kick của Black.

### Another
- Spider Mutant (クモ怪人 Kumo Kaijin?, 1 & 42) : những người lính mang hình dáng năm con quái vật nhện. Họ có thể phun ra mạng từ miệng của họ. Spider Mutants chịu trách nhiệm giết Soichiro Akizuki. 4 trong số họ đã bị giết bởi Rider Punches của Kamen Rider Black và người còn lại bị giết bởi Rider Kick. Một Spider Mutant xuất hiện với tư cách là một trong những Phantom Mutant được Fly Mutant triệu tập thông qua Yuki. Nó biến mất khi Mokoto sử dụng sức mạnh tâm linh của mình để trục xuất Fly Mutant khỏi Yuki.
- Fleeing Mutant (脱走怪人 Datsusō Kaijin?, 50) : những người lính mang hình dáng ba con quái vật không xác định này đã cố gắng trốn thoát khỏi trụ sở của Gorgom khi nghe tin Kamen Rider Black đang đến. Họ đã bị giết bởi Stickleback Mutant (トゲウオ怪人Togeuo Kaijin?, 11, 36, 50 & 51).
- Gorgom Mutant (ゴルゴム怪人 Gorugomu Kaijin?) :  là những con quái vật Gorgom gây hại cho con người trong Kamen Rider Black và là những kẻ thù mà Black thường xuyên tiêu diệt. Chúng là những người nửa thú biến đổi gen sở hữu cuộc sống lâu dài có thể kéo dài tới 5.500 năm. Đối với các thành viên loài người của Gorgom, được biến thành Mutant là phần thưởng cuối cùng cho lòng trung thành của họ. Mỗi Mutant dựa trên vòng đời của động vật hoặc thực vật.

## Tập phim
| Episode | Tên tập phim       | Tên tập phim                 | Tên tập phim                             | Đạo diễn              | Biên kịch                       | Ngày phát sóng gốc   |
| Episode | Tiếng Nhật         | Phiên âm                     | Tiếng Việt                               | Đạo diễn              | Biên kịch                       | Ngày phát sóng gốc   |
| ------- | ------------------ | ---------------------------- | ---------------------------------------- | --------------------- | ------------------------------- | -------------------- |
| 1       | ＢＬＡＣＫ！！変身 | Burakku!! Henshin            | Black!! Biến hình                        | Yoshiaki Kobayashi    | Shōzō Uehara                    | 4 tháng 10 năm 1987  |
| 2       | 怪人パーティ       | Kaijin Pāti                  | Bữa tiệc quái vật                        | Makoto Tsuji          | Shōzō Uehara                    | 11 tháng 10 năm 1987 |
| 3       | 怪？怪・改造人間   | Kai? Kai Kaizō Ningen        | Lạ không? Cyborg kỳ lạ                   | Makoto Tsuji          | Shōzō Uehara                    | 18 tháng 10 năm 1987 |
| 4       | 悪魔の実験室       | Akuma no Jikkenshitsu        | Phòng thí nghiệm của quỷ                 | Hiroshi Kitamoto      | Shōzō Uehara                    | 25 tháng 10 năm 1987 |
| 5       | 迷路を走る光太郎   | Meiro o Hashiru Kōtarō       | Chạy xuyên mê cung, Kotaro               | Hiroshi Kitamoto      | Jun'ichi Miyashita              | 1 tháng 11 năm 1987  |
| 6       | 秘密透視のなぞ     | Himitsu Tōshi no Nazo        | Bí mật thấu thị bí ẩn                    | Makoto Tsuji          | Makoto Naito                    | 8 tháng 11 năm 1987  |
| 7       | 復元する生体メカ   | Fukugen Suru Seitai Meka     | Cỗ máy sinh học được phục hồi            | Makoto Tsuji          | Takashi Yamada                  | 15 tháng 11 năm 1987 |
| 8       | 悪魔のトリル       | Akuma no Toriru              | Tiếng thét của quỷ                       | Junmochi Tsutabayashi | Kyōko Sagiyama                  | 22 tháng 11 năm 1987 |
| 9       | ビシュムの紅い唇   | Bishumu no Akai Kuchibiru    | Đôi môi đỏ của Bishium                   | Junmochi Tsutabayashi | Jun'ichi Miyashita              | 29 tháng 11 năm 1987 |
| 10      | 信彦はどこに？     | Nobuhiko wa Doko ni?         | Nobuhiko đâu rồi?                        | Hiroshi Kitamoto      | Makoto Naito                    | 6 tháng 12 năm 1987  |
| 11      | 飢えた怪人たち     | Ueta Kaijin-tachi            | Mutant đói khát                          | Yoshiaki Kobayashi    | Shōzō Uehara                    | 13 tháng 12 năm 1987 |
| 12      | 超マシン伝説誕生   | Chō Mashin Densetsu Tanjō    | Sự ra đời của siêu cỗ máy huyền thoại    | Michio Konishi        | Shōzō Uehara                    | 20 tháng 12 năm 1987 |
| 13      | ママは怪人養育係   | Mama wa Kaijin Yōikugakari   | Mama là một mutant bảo mẫu               | Michio Konishi        | Noboru Sugimura                 | 27 tháng 12 năm 1987 |
| 14      | マグロが消えた日   | Maguro ga Kieta Hi           | Ngày cá ngừ biến mất                     | Takeshi Ogasawara     | Katsuhiko Taguchi               | 10 tháng 1 năm 1988  |
| 15      | 狙われた怪奇学園   | Newareta Kaiki Gakuen        | Trường học kỳ quái bị tấn công           | Takeshi Ogasawara     | Jun'ichi Miyashita              | 17 tháng 1 năm 1988  |
| 16      | 友よ！海を越えて   | Tomo yo! Umi o Koete         | Bạn ơi!! Ra biển thôi                    | Junmochi Tsutabayashi | Kyōko Sagiyama                  | 24 tháng 1 năm 1988  |
| 17      | 杏子の不思議な夢   | Kyōko no Fushigi na Yume     | Giấc mơ kỳ lạ của Kyoko                  | Junmochi Tsutabayashi | Kyōko Sagiyama                  | 31 tháng 1 năm 1988  |
| 18      | 剣聖ビルゲニア！！ | Kensei Birugenia!!           | Thánh kiếm Bilgenia!!                    | Michio Konishi        | Takashi Yamada                  | 7 tháng 2 năm 1988   |
| 19      | 息づまる地獄の罠   | Ikidzumaru Jigoku no Wana    | Cái bẫy hơi thở địa ngục                 | Michio Konishi        | Takashi Yamada                  | 14 tháng 2 năm 1988  |
| 20      | ライダーの墓場     | Raidā no Hakaba              | Nghĩa địa của Rider                      | Takeshi Ogasawara     | Noboru Sugimura & Kenichi Araki | 21 tháng 2 năm 1988  |
| 21      | 激突！二大マシン   | Gekitotsu! Ni Dai Mashin     | Đụng độ! Hai cỗ máy khổng lồ             | Takeshi Ogasawara     | Noboru Sugimura & Kenichi Araki | 28 tháng 2 năm 1988  |
| 22      | パパを襲う黒い影   | Papa o Osō Kuroi Kage        | Cái bóng đen tấn công Papa               | Junmochi Tsutabayashi | Jun'ichi Miyashita              | 6 tháng 3 năm 1988   |
| 23      | マルモの魔法の力   | Marumo no Mahō no Chikara    | Sức mạnh ma thuật của Marmo              | Junmochi Tsutabayashi | Kyōko Sagiyama                  | 13 tháng 3 năm 1988  |
| 24      | 女子大生の悪夢     | Joshidaisei no Akumu         | Cơn ác mộng của nữ sinh viên             | Takeshi Ogasawara     | Ryu Yamaguchi                   | 20 tháng 3 năm 1988  |
| 25      | 爆走する武装メカ   | Bakusō Suru Busō Meka        | Cỗ máy vũ trang ném bom                  | Takeshi Ogasawara     | Katsuhiko Taguchi               | 3 tháng 4 năm 1988   |
| 26      | 超能力少女を救え   | Chōnōryoku Shōjo o Sukue     | Giải cứu cô gái siêu nhiên               | Junmochi Tsutabayashi | Noboru Sugimura                 | 10 tháng 4 năm 1988  |
| 27      | 火を噴く危険道路   | Hi o Fuku Kiken Dōro         | Con đường thổi lửa nguy hiểm             | Junmochi Tsutabayashi | Kyōko Sagiyama                  | 17 tháng 4 năm 1988  |
| 28      | 地獄へ誘う黄金虫   | Jigoku e Sasō Koganemushi    | Scarab Beetle Mutant mời tới địa ngục    | Takeshi Ogasawara     | Naruhisa Arakawa                | 24 tháng 4 năm 1988  |
| 29      | 獲物はデスマスク？ | Emono wa Desumasuku?         | Mục tiêu là Mặt nạ tử thần?              | Takeshi Ogasawara     | Jun'ichi Miyashita              | 1 tháng 5 năm 1988   |
| 30      | 暗殺者にアロハ！   | Ansatsusha ni Aroha!         | Gửi lời chào tới một sát thủ             | Michio Konishi        | Kyōko Sagiyama                  | 8 tháng 5 năm 1988   |
| 31      | 燃えよ！少年戦士   | Moe yo! Shōnen Senshi        | Bùng cháy lên! Chiến binh nhí            | Michio Konishi        | Jun'ichi Miyashita              | 15 tháng 5 năm 1988  |
| 32      | 夢少女・ユキ       | Yume Shōjo Yuki              | Cô gái Yuki trong mơ                     | Masao Minowa          | Ryu Yamaguchi                   | 22 tháng 5 năm 1988  |
| 33      | 父と子の愛の河     | Chichi to Ko no Ai no Kawa   | Dòng sông tình yêu cha con               | Masao Minowa          | Jun'ichi Miyashita              | 29 tháng 5 năm 1988  |
| 34      | 復活？！地獄王子   | Fukkatsu?! Jigoku Ōji        | Hồi sinh?! Hoàng tử địa ngục             | Michio Konishi        | Noboru Sugimura                 | 5 tháng 6 năm 1988   |
| 35      | 対決！二人の王子   | Taiketsu! Futari no Ōji      | Cuộc thách đấu! Hai hoàng tử             | Michio Konishi        | Noboru Sugimura                 | 12 tháng 6 năm 1988  |
| 36      | 愛と死の宣戦布告   | Ai to Shi no Sensen Fukoku   | Tuyên chiến tình yêu và cái chết         | Junmochi Tsutabayashi | Noboru Sugimura                 | 19 tháng 6 năm 1988  |
| 37      | 想い出は夕張の空   | Omoide wa Yūbari no Sora     | Ký ức là bầu trời của Yubari             | Junmochi Tsutabayashi | Jun'ichi Miyashita              | 26 tháng 9 năm 1988  |
| 38      | 謎！？ＥＰ党少年隊 | Nazo!? Ī Pī Tō Shōnen Tai    | Huyền bí!? Biệt đội nam của đảng EP      | Masao Minowa          | Noboru Sugimura                 | 3 tháng 7 năm 1988   |
| 39      | アイドルの毒牙     | Aidoru no Dokuga             | Sức mạnh tà ác của thần tượng            | Masao Minowa          | Takashi Yamada                  | 10 tháng 7 năm 1988  |
| 40      | カラテ名人の秘密   | Karate Meijin no Himitsu     | Bí mật của bậc thầy Karate               | Michio Konishi        | Kyōko Sagiyama                  | 17 tháng 7 năm 1988  |
| 41      | あぶない時間泥棒   | Abunai Jikan Dorobō          | Kẻ trộm thời gian nguy hiểm              | Michio Konishi        | Jun'ichi Miyashita              | 24 tháng 7 năm 1988  |
| 42      | 東京-怪人大集合    | Tōkyō - Kaijin Dai Shūgō     | Tokyo - tập hợp quái vật to lớn          | Takeshi Ogasawara     | Takashi Yamada                  | 31 tháng 7 năm 1988  |
| 43      | 怪人牧場の決闘！   | Kaijin Bokujō no Kettō!      | Cuộc đấu tay đôi tại trang trại Mutant!  | Takeshi Ogasawara     | Kenichi Araki                   | 7 tháng 8 năm 1988   |
| 44      | タンスの中は海！   | Tansu no Naka wa Umi         | Biển là tủ quần áo của tôi               | Masao Minowa          | Kyōko Sagiyama                  | 14 tháng 8 năm 1987  |
| 45      | 妖花ビシュムの死   | Yōka Bishumu no Shi          | Cái chết đáng ngờ của hoa quỷ Bishium    | Masao Minowa          | Jun'ichi Miyashita              | 21 tháng 8 năm 1988  |
| 46      | 壮絶バラオムの死   | Sōzetsu Baraomu no Shi       | Cái chết khốc liệt của Grand Baraom      | Michio Konishi        | Noboru Sugimura                 | 28 tháng 8 năm 1988  |
| 47      | ライダー死す！     | Raidā Shisu!                 | Rider bị tiêu diệt                       | Michio Konishi        | Noboru Sugimura                 | 4 tháng 9 năm 1988   |
| 48      | 海に追憶の花束を   | Umi ni Tsuioku no Hanataba o | Một bó hoa hồi tưởng về đại dương        | Takeshi Ogasawara     | Jun'ichi Miyashita              | 11 tháng 9 năm 1988  |
| 49      | 激闘！ダロムの死   | Gekitō! Daromu no Shi        | Cuộc chiến khốc liệt! Cái chết của Darom | Takeshi Ogasawara     | Jun'ichi Miyashita              | 18 tháng 9 năm 1988  |
| 50      | 創世王の正体は？   | Sōsei Ō no Shōtai wa?        | Hình dạng thật của Creation King?        | Masao Minowa          | Noboru Sugimura                 | 2 tháng 10 năm 1988  |
| 51      | ゴルゴム最期の日   | Gorugomu Saigo no Hi         | Ngày tàn của Gorgom                      | Masao Minowa          | Noboru Sugimura                 | 9 tháng 10 năm 1988  |

## Movie

### Movie
- 1988: Kamen Rider Black: Hurry to Onigashima (仮面ライダーＢＬＡＣＫ　鬼ヶ島へ急行せよ Kamen Raidā Burakku Onigashima e Kyūkō seyo?)
- 1988: Kamen Rider Black: Terrifying! The Phantom House of Devil Pass (仮面ライダーＢＬＡＣＫ　恐怖!悪魔峠の怪人館 Kamen Raidā Burakku Kyōfu! Akumatōge no Kaijinkan?)

### TV special
- 1987: This is Kamen Rider Black (これが仮面ライダーＢＬＡＣＫだ!! Kore ga Kamen Raidā Burakku da!!?)

### Recap Special
- 1988: Toei TV Hero Encyclopedia Vol. 1: Kamen Rider Black (東映テレビヒーロー図鑑　VOL.1　仮面ライダーBLACK Tōei Terebi Hīrō Zukan VOL. 1 Kamen Raidā Burakku?)

## Diễn viên
- Tetsuo Kakimoto / Tetsuo Kurata (柿本哲夫/倉田てつを Kakimoto Tetsuo / Kurata Tetsuo?): Kotaro Minami
- Takahito Horiuchi (堀内孝人 Horiuchi Takahito?): Nobuhiko Akizuki
- Akemi Inoue (井上明美 Inoue Akemi?): Kyoko Akizuki
- Ayumi Taguchi (田口あゆみ Taguchi Ayumi?): Katsumi Kida
- Masaki Terasoma (寺杣昌紀 Terasoma Masaki?): Shadow Moon (giọng nói)
- Shozo Iizuka (飯塚昭三 Iizuka Shōzō?): Daishinkan Darom (giọng nói)
- Toshimichi Takahashi (高橋利道 Takahashi Toshimichi?): Daishinkan Baraom (giọng nói)
- Hitomi Yoshii (好井ひとみ Yoshii Hitomi?): Daishinkan Bishium
- Jun Yoshida (吉田淳 Yoshida Jun?): Kensei Bilgenia
- Masaki Kyomoto (京本政樹 Kyōmoto Masaki?): Ryusuke Taki
- Sent Hoshi (星セント Hoshi Sento?): Masaru Todo
- Kantaro Suga (菅貫太郎 Suga Kantarō?): Soichiro Akizuki
- Minoru Hodaka (穂高稔 Hodaka Minoru?): Yoichi Daimon
- Eisuke Yoda (依田英助 Yoda Eisuke?): Whale Mutant (giọng nói)
- Takaya Hashi (土師孝也 Hashi Takaya?): Masato Minami
- Hidee Endo (遠藤英恵 Endō Hanae?): Tomoko Minami
- Yoshie Sakata (坂田佳枝 Sakata Kae?): Mara (phục trang)
- Mari Kanda (神田真理 Kanda Mari?): Kara (phục trang)
- Koreharu Isatomi (久富惟晴 Isatomi Koreharu?): Ryuzaburo Sakata
- Harukazu Kitami (北見春和 Kitami Harukazu?): Koichi Omiya
- Susumu Kurobe (黒部進 Kurobe Susumu?): Professor Hideomi Kuromatsu
- Jun Izumi (泉じゅん Izumi Jun?): Yukari Tsukikage
- Dai Nagasawa (長沢大 Nagasawa Dai?): Doctor Takuya Ishida
- Joji Nakata (中田譲治 Nakata Jōji?): Shigeru Sugiyama
- Takashi Inoue (井上高志 Inoue Takashi?): Professor Takayama
- Takeshi Watabe (渡部猛 Watabe Takeshi?): Creation King (giọng nói)
- Kiyoshi Kobayashi (小林清志 Kobayashi Kiyoshi?, 1-39) → Issei Masamune (政宗一成 Masamune Issei?, 40-51) - Người dẫn chuyện.

## Nhạc phim
Opening theme

- "Kamen Rider Black" (仮面ライダーBLACK Kamen Raidā Burakku?)
  - Lyrics: Yoko Aki (阿木 燿子 Aki Yōko?)
  - Composition: Ryudo Uzaki (宇崎 竜童 Uzaki Ryūdō?)
  - Arrangement: Eiji Kawamura (川村 栄二 Kawamura Eiji?)
  - Artist: Tetsuo Kurata

Ending theme

- "Long Long Ago, 20th Century"
  - Lyrics: Yoko Aki
  - Composition: Ryudo Uzaki
  - Arrangement: Eiji Kawamura
  - Artist: Norio Sakai

## Other media

### Manga
1. Have you ever seen the Kamen Rider? (キミは仮面ライダーをみたか? Kimiwa Kamen Raidā o Mitaka?)
2. Kamen Rider Black (manga) (仮面ライダーBLACK Kamen Raidā Burakku?)
3. Kamen Rider Black (CoroCoro Comic manga) (仮面ライダーBLACK Kamen Raidā Burakku?)
4. Kamen Rider Black (Televi-kun manga) (仮面ライダーBLACK Kamen Raidā Burakku?)
5. Kamen Rider Black (TV Land manga) (仮面ライダーBLACK Kamen Raidā Burakku?)
6. Kamen Rider Black (Primary 1/Primary 2 manga) (仮面ライダーBLACK Kamen Raidā Burakku?)
7. Kamen Rider Black: Century King Kohtaro Minami/Nobuhiko, Shadow of Demon!! (仮面ライダーBLACK 世紀王・南光太郎/信彦・鬼神の影!! Kamen Raidā Burakku Seiki Ō Minami Kōtarō/ Nobuhiko Kishin no Kage!!?)
8. Fight, Kamen Rider Black (たたかえ仮面ライダーBLACK Tatakae Kamen Raidā Burakku?)
9. Kamen Rider Black Part X: Imitation 7 (仮面ライダーBlack PART X イミテーション7 Kamen Raidā Black PART X Imitēshon 7?)

### Novel
1. Kamen Rider Black: Project Mad Soldier (仮面ライダーBLACK MADソルジャー計画 Kamen Raidā Burakku Maddo Sorujā Keikaku?)
2. Kamen Rider Black: Battle of Demon's Army (仮面ライダーBLACK 魔軍のバトル Kamen Raidā Burakku Magun no Batoru?)

### Video games
- Kamen Rider Black: Taiketsu Shadow Moon (仮面ライダーBLACK 対決シャドームーン Kamen Raidā Burakku: Taiketsu Shadōmūn?, "Showdown with Shadow Moon")

Trò chơi hành động mặt phẳng ngang do Bandai phát hành cho Family Computer Disk System vào ngày 15 tháng 4 năm 1988. Người chơi điều khiển Kamen Rider Black, người phải đánh bại nhiều Gorgom mutants. Người chơi được cưỡi Battle Hopper ngoài việc điều khiển Black bằng chân.
- Kamen Rider: Seigi No Keifu

Kamen Rider Black xuất hiện với tư cách là nhân vật chính của cốt truyện năm 1988 trong trò chơi hành động 3D này cho PlayStation 2. Dẫn đến một nơi ẩn náu của Shocker cũ tin rằng đó là Gorgom, Kotaro buộc phải chiến đấu với nhiều binh sĩ kaijin và Gelshocker khác nhau, chỉ để tìm hiểu nhân vật phản diện thực sự của trò chơi đứng đằng sau Kingstone bên trong anh ta. Cuối cùng, Kamen Rider 1, Kamen Rider V3 và Kamen Rider Agito đi đến năm 1988 để hỗ trợ anh ta trong trận chiến cuối cùng của trò chơi. Tetsuo Kurata trở lại để lồng tiếng cho nhân vật. Shadow Moon tạo ra một vai khách mời ngắn gọn như một nhân vật không thể chơi được.
- Kamen Rider: Climax Fighters

Kamen Rider Black xuất hiện như một nhân vật có thể chơi trong trò chơi chiến đấu. Anh là Showa Rider duy nhất có thể chơi trong trò chơi, do trò chơi được phát hành nhân kỷ niệm 30 năm của bộ phim truyền hình năm 2017.

## Other Songs
- "Black Action"
  - Lyrics: Ishinomori Shoutarou
  - Composition: Watanabe Michiaki
  - Arranger: Ishida Katsunori
  - Artist: Igarashi Toshiya
- Gekisou! Ni Dai Machine
- Goal E Mukatte Hashire
- Hoshi No Lullaby
- Black Hole Message
- Henshin! Rider Black
- Ore No Seishun
- Let's Fight Rider

## Phát sóng quốc tế
- Phim được phát sóng ở Thái Lan trên Kênh 3 năm 1990, được mệnh danh là wīrburus̄ʹ h̄n̂ākāk dả. ("ก ก", nghĩa đen: Anh hùng mặt nạ đen).
- Nó được phát sóng ở Philippines vào Chủ nhật hàng tuần từ 1993 đến 1998 qua IBC13 và là một trong những chương trình truyền hình được đánh giá cao nhất thời bấy giờ, được dịch sang tiếng Philipin.
- Các phương tiện truyền thông được phát sóng ở Indonesia từ năm 1993 đến năm 1994 thông qua RCTI và từ năm 2004 đến 2006 qua Indosiar. Được biết đến với cái tên Ksatria Baja Hitam, có nghĩa là Hiệp sĩ thép đen và đã nhận được một giáo phái kể từ đó.
- Đây là phần đầu tiên trong hai loạt phim nhượng quyền Kamen Rider được phát sóng ở Brazil (cái còn lại là Kamen Rider Black RX), bởi mạng Rede Manchete đã tuyệt chủng từ tháng 4 năm 1991 đến tháng 12 năm 1994, và cũng được phát hành trên video gia đình. Tập cuối (51 - Ngày cuối cùng của Gorgom) không bao giờ được chiếu. Chạy lại vào năm 2011 trên kênh Ulbra TV. Ngay cả với tiêu đề Black Kamen Rider được thông qua bởi bản lồng tiếng, bộ truyện đã được công bố trong quảng cáo với tên Blackman, cũng được sử dụng cho dòng đồ chơi và cho album nhạc phim Brazil.

## Trong các phương tiện truyền thông khác
Kamen Rider Black được mô tả trên ảnh bìa của Powerman 5000's 1994 EP, True Force.